# Ruspolia punctipennis
Ruspolia punctipennis är en insektsart som först beskrevs av Lucien Chopard 1954.  Ruspolia punctipennis ingår i släktet Ruspolia och familjen vårtbitare. Inga underarter finns listade i Catalogue of Life.